# Kolodko Mihály
Kolodko Mihály (ukránul: Михайло Іванович Колодко, latin betűkkel: Mihajlo Ivanovics Kolodko, említik még: Mihail Kolodko, Mykhailo Kolodko neveken is), (Ungvár, Ukrán SZSZK, 1978 –) ukrán-magyar szobrászművész.

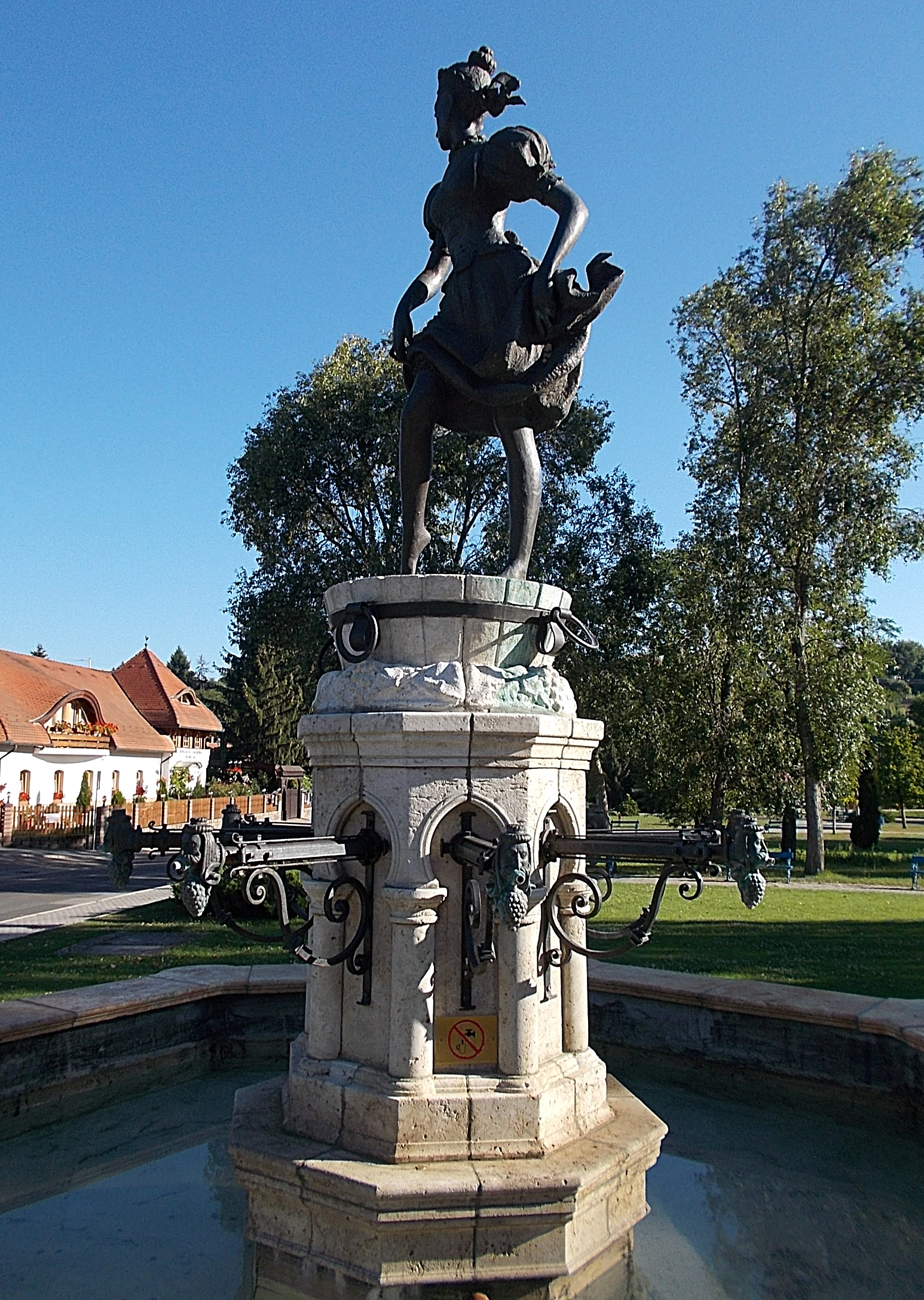
Szőlőt taposó lány (Eger, Szépasszony-völgy)

## Élete
Kolodko Ungváron született, anyai ágon magyar származású. Művészi irányú érdeklődése a középiskola elvégzése után, 1996-ban az Ungvári Erdélyi Béla Művészeti Szakközépiskolába vezette, majd 2002-ben diplomát szerzett a Lvivi Művészeti Akadémia szobrász szakán.
Alapvetően a monumentális szobrászat érdekelte, de ez a műfaj inkább a korai évekre, a Szovjetunió időszakára volt jellemző, ahol a nagy, csodálatot kiváltó alkotásokat kedvelték. Eleinte köztéri szobrokat készített, mivel tanulmányait a plein air művészet terén gyakorolta, egyéni és csoportos munkákban is. Legtöbb szobra Ungváron található, de miután 2017-ben áttelepült Magyarországra, itt is megjelentek alkotásai.

## Művészete
Kolodko véleménye szerint azok az idők már elmúltak, hogy egy szobor elkészítését központilag határozzák meg; teret kell engedni a művészek és az emberek érdeklődésének is. Így született meg például a 2010-ben Ungváron felállított Lámpagyújtogató szobor is, amely a város szülöttének, Kolja bácsinak alakját örökítette meg. A köztéri szobrok egy más dimenziója született meg azáltal, hogy rátalált a mostanában olyan sok embert érdeklő miniszobrok témájára, melyek szerinte ugyanolyan drámai erővel tudnak hatni a szemlélődőkre, mint az óriási alkotások.
Első apró alkotásai Ungvár utcáin jelentek meg, és eleinte vegyes fogadtatásra találtak; később, mikor már megszokottá váltak, az emberek megkedvelték őket. A kis méretű szobrok elkészítése onnan eredt, hogy a nagy méretben készülő szobrokat is először kis méretben kell elkészíteni. A művésznek nem mindig volt tervei megvalósításához megrendelője, és így anyagi fedezet híján, hogy ötletei ne vesszenek el, elkészítette őket kicsiben. Kolodko, amikor Budapestre költözött a családjával, először is a Főkukac szobrát készítette el, ungvári elődje mintájára. A 15 cm-es szobrocska a Bem rakpart 15. számú ház előtt helyezkedik el a felső rakpart mellvédjén. Kolodko kedvenc gyermekkori mesefigurája kelt életre a kis szoborban: azt szerette volna, ha gyermekei is úgy tekintenek rá, mint ő gyermekkorában. Számára azért is volt fontos ez a mesesorozat, mert nézése közben tanulta meg a magyar nyelvet.
Az apró szobrok hamar népszerűséget szereztek maguknak, olyannyira, hogy némelyiket többször is ellopták. Például a Mekk Elek szobornak már a második példánya van kint a téren; viccesen Mekk Elek 2.0-nak hívják a gerillaszoborként elhíresült alkotást. A gerillaszobrászat kifejezés onnan ered, hogy a szobrok engedély nélkül kerültek ki a közterekre, bár először nem is volt erre szabályzat.
Néhány művét ellátja saját szignójával is, ilyen például a Roskovics Ignác szobor, ahol az egész alakos szobor jobb kezében tartott ceruzán található meg a szignó [Kolodko], vagy a részeges római legionárius sisaktaréján olvasható a neve.

## Alkotásai
| Elnevezés                                          | Dátum                | Helység             | Típus               | Megjegyzés | Térképen |
| -------------------------------------------------- | -------------------- | ------------------- | ------------------- | --- | -------- |
| Szárnyas medve földgömbbel                         | 2007. október 12.    | Ungvár              | szobor              | M. Kolodko, Ivan Cubina és Olekszandr Jelizarov 6 hónapig tartó munkája, 250 kg és 1 m magas. Az Inturiszt-Zakarpattya szálloda bejáratánál található. |          |
| Fekete áfonya                                      | 2010. augusztus 8.   | Zúgó                | emlékmű             | [ 9 ] |          |
| Székesegyház                                       | 2010. szeptember 26. | Ungvár              | miniszobor          | A falon "információs térkép" vakoknak és gyengénlátoknak, mellette ott található a mini székesegyház (elhelyezésének dátuma vitatott). |          |
| Mustármag köz                                      | 2010. október 23.    | Ungvár              |                     | sétány[forrás?] |          |
| Kolja bácsi, a lámpagyújtó                         | 2010. október 23.    | Ungvár              | szobor              | A lámpagyújtó emlékműve Kolja bácsinak (Mikola Derevjankó) állít emléket, aki 40 évig volt Ungvár utcai lámpáinak lámpagyújtója. (Korzó út 24.) |          |
| Mikulás                                            | 2010. december 19.   | Ungvár              | miniszobor          | Az Ung folyó partját díszíti, 16 cm magas. Kolodko első kültéri miniszobra. |          |
| Nepomuki Szent János                               | 2011. május 16.      | Ungvár              | szobor              | |          |
| Szabadság                                          | 2011. július 20.     | Ungvár              | miniszobor          | A New York-i szabadságszobor ihletésére |          |
| Szőlőt préselő férfi                               | 2011. augusztus 28.  | Nagyszőlős          | szobor              | |          |
| Liszt Ferenc                                       | 2012. május 20.      | Ungvár              | miniszobor          | Eltűnt. Pótolva lett, de eltér az eredetitől. |          |
| Svejk, a derék katona                              | 2012. július 6.      | Ungvár              | miniszobor          | Švejk |          |
| Kroton-csomó                                       | 2012. július 27.     | Ungvár              | miniszobor          | Iván Fedorovics Fircák (Kroton-Fircák, Iván Szila, Erős Iván) |          |
| Szőlőt taposó lány                                 | 2012. augusztus 28.  | Nagyszőlős          | szobor              | A város alapításának 750. évfordulójára készült. |          |
| Glück Gábor                                        | 2012. november 2.    | Ungvár              | miniszobor          | [ 10 ] [ 12 ] |          |
| Roskovics Ignác                                    | 2012. november 19.   | Ungvár              | szobor              | A művész a vászonra éppen a korabeli gyalogjáró híd képét rajzolja. |          |
| Szőlőevő Szent Ferenc                              | 2012. december 27.   | Nagyszőlős          | szobor              | |          |
| Carpathia                                          | 2013. április 15.    | Ungvár              | miniszobor          | 101 évvel azután avatták fel, hogy a Carpathia az elsüllyedt Titanic utasait megmentette, ezért a hajó belseje üreges, hogy mécsest lehessen belerakni. |          |
| Jihlavai sündisznók                                | 2013. május 1.       | Ungvár              | miniszobor          | Jihlava címerállata, az Ung partján a sétány korlátján araszol három sündisznó. |          |
| Szőlőt taposó lány                                 | 2013. augusztus 20.  | Eger                | szobor              | Másolat (No.2), A szobrot Nagyszőlős ajándékozta Eger városának, eredetije Nagyszőlősön található; a kút, amin a szobor áll Sosiak György kőfaragó alkotása. |          |
| Svejk, a derék katona                              | 2013.                | Lipnice nad Sázavou | miniszobor          | Másolat (No.2), A U České Koruny étterem bejáratánál található. |          |
| Svejk, a derék katona                              | 2014. május 1.       | Homonna             | miniszobor          | Másolat (No.3) |          |
| Roskovics Ignác                                    | 2014. június 23.     | Budapest            | szobor              | Másolat (No.2), Eredetije Ungváron található. Itt viszont a művész a vászonra Lánchíd képét rajzolja. |          |
| Holokauszt                                         | 2014. július 5.      | Nagyszőlős          | emlékmű             | |          |
| Jon Lord                                           | 2014. november 27.   | Ungvár              | miniszobor          | A Deep Purple alapítója. |          |
| Andy Warhol                                        | 2014. december 6.    | Ungvár              | miniszobor          | |          |
| Rubik-kocka                                        | 2014. december 22.   | Ungvár              | miniszobor          | Rubik-kocka |          |
| Wolfgang Amadeus Mozart                            | 2015. január 27.     | Ungvár              | miniszobor          | |          |
| Mikola Szjuhaj                                     | 2015. január 31.     | Ungvár              | miniszobor          | Mikola Petrovics Szjuhaj |          |
| Ung folyó halai                                    | 2015. február 7.     | Ungvár              | miniszobor          | Az egykori Kis-Ung medrének a helyén létrejött utcában található. A két hal a Kis- és Nagy-Ungot szimbolizálja. |          |
| Michael Strank                                     | 2015. február 17.    | Ungvár              | miniszobor, emlékmű | A ruszin származású amerikai tengerészgyalogosnak állít emléket (Michael Strank), aki az Ivo Dzsima-i csatában részt vett az ikonikus zászlóállításban. |          |
| Kelta kovácsmester                                 | 2015. március 17.    | Munkács             | miniszobor          | |          |
| Harry Houdini                                      | 2015. március 24.    | Ungvár              | miniszobor          | Harry Houdini illuzionista, bűvész egész alakos szobra. |          |
| Kelta kovácsmester                                 | 2015. május 7.       | Turjavágás          | miniszobor          | Másolat (No.2), Schönborn Park |          |
| A druida                                           | 2015. május 7.       | Turjavágás          | miniszobor          | Schönborn Park |          |
| Kelta hordóval                                     | 2015. május 7.       | Turjavágás          | miniszobor          | Schönborn Park |          |
| Fürdőző kelta                                      | 2015. május 7.       | Turjavágás          | miniszobor          | Schönborn Park |          |
| Szvjatoszlav Vakarcsuk                             | 2015. május 14.      | Munkács             | miniszobor          | |          |
| Erdélyi Béla                                       | 2015. május 25.      | Kelemenfalva        | miniszobor          | |          |
| Raoul Wallenberg                                   | 2015. május 28.      | Kisvárda            | emléktábla          | Helye a volt Zsinagóga, ma Rétközi Múzeum oldalsó homlokzata. |          |
| Eiffel-torony                                      | 2015.06.01.          | Ungvár              | miniszobor          | [ 10 ] |          |
| Svejk, a derék katona                              | 2015.07.04.          | Przemyśl            | miniszobor          | Másolat (No.4), A Brama Sanocka Dolna bejáratánál található. |          |
| Pali bácsi vizet önt                               | 2015.09.19.          | Szolyva             | szobor              | |          |
| Bartók Béla                                        | 2015.09.25.          | Ungvár              | miniszobor          | |          |
| I. Péter                                           | 2015.09.27.          | Ungvár              | miniszobor          | I. Péter orosz cár Ungvár központjában, a borkóstoló terem előtt csücsül egy hordón. A cár kimondottan kedvelte a XVIII. század kárpátaljai borait. |          |
| Muhammad al-Idríszi                                | 2015.09.27.          | Ungvár              | miniszobor          | Eltűnt, Muhammad al-Idríszi miniszobrának helyére egy hasonló szobrocskát raktak, de az már nem Kolodko alkotása (Roman Murnik alkotta újra). (Korjatovics tér, az Antresol előtt) |          |
| Harry Houdini                                      | 2015.10.09.          | Budapest            | miniszobor          | Másolat (No.2). A K11 Művészeti és Kulturális Központ előadótermében van, nyitási időben ingyenesen látogatható. |          |
| I. Ferenc József                                   | 2015.10.21.          | Turjavágás          | szobor              | Schönborn Park |          |
| Liszt Ferenc                                       | 2015.10.23.          | Csernyivci          | miniszobor          | Másolat (No.2). |          |
| II. Rákóczi Ferenc                                 | 2015.10.24.          | Munkács             | miniszobor          | |          |
| Ignacy Kamiński                                    | 2015.12.04.          | Ivano-Frankivszk    | szobor              | Ignacy Kamiński |          |
| „Manneken Pis” (Pisilő fiú)                        | 2015.12.08.          | Ungvár              | miniszobor          | A Manneken Pis ihletésére |          |
| Bercsényi Miklós és Csáky Krisztina                | 2015.12.14.          | Ungvár              | miniszobor          | |          |
| Csontváry Kosztka Tivadar                          | 2016.02.29.          | Ungvár              | miniszobor          | Csontváry Kosztka Tivadar |          |
| 1956                                               | 2016.03.19.          | Ungvár              | emlékmű             | 1956-os forradalom |          |
| Szőlőfürt                                          | 2016.04.01.          | Ungvár              | miniszobor          | [ 10 ] [ 12 ] |          |
| I. Ferenc József                                   | 2016.04.13.          | Alsószlatina        | szobor              | Hasonló a Schönborn Parkban lévőhöz, de nem azonos azzal. |          |
| Holokauszt                                         | 2016.04.19.          | Bilke               | miniszobor          | |          |
| Svejk, a derék katona                              | 2016.04.28.          | Kralupy nad Vltavou | miniszobor          | Másolat (No.5). Az U Kohouta étteremben található. |          |
| Svejk, a derék katona                              | 2016.04.30.          | Alamóc              | miniszobor          | Másolat (No.6), az U Kuděje kocsma előtti korláton ül |          |
| Laborc fejedelem                                   | 2016.05.07.          | Ungvár              | miniszobor          | A fehér horvátok fejedelme, Laborc. Az ungvári várat övező árok kőfalán található; kétszer is ellopták. |          |
| Thököly Imre és Zrínyi Ilona                       | 2016.05.18.          | Munkács             | miniszobor          | |          |
| Thököly Imre és Zrínyi Ilona                       | 2016.05.31.          | Szentmiklós         | miniszobor          | Másolat (No.2) |          |
| Egyetlen (Egyesült Ukrajna)                        | 2016.08.01.          | Ungvár              | miniszobor          | Ukrajna egységének jelképe az ország függetlenségének 25. évfordulója alkalmából. Ukrajna térképét megformáló csokoládét ábrázol. |          |
| Svejk, a derék katona                              | 2016.09.03.          | Odessza             | miniszobor          | Másolat (No.7). A Gambrinus bár falán található. |          |
| Holokauszt                                         | 2016.10.09.          | Ungvár              | emlékmű             | |          |
| Pop Art Andy Warhol                                | 2016.10.28.          | Ungvár              | szobor              | Kolodko tervezte, de Vaszil Kryvanych készítette. |          |
| Főkukac                                            | 2016.11.27.          | Ungvár              | miniszobor          | Sajdik Ferenc rajzfilmfigurája bronzba öntve. |          |
| Főkukac                                            | 2016.12.01.          | Budapest            | miniszobor          | Másolat (No.2) |          |
| Hanuka                                             | 2016.12.27.          | Ungvár              | miniszobor          | |          |
| Szomorú tank                                       | 2017.04.01.          | Budapest            | miniszobor          | |          |
| Breki                                              | 2017.04.09.          | Perecseny           | miniszobor          | A Perecsenyi járásban a 19. század óta fogyasztják a békacombot, ennek emlékére állíttatott a szobor. |          |
| 1956                                               | 2017.04.30.          | Rahó                | emlékmű             | 1956-os forradalom |          |
| Breki                                              | 2017.07.01.          | Budapest            | miniszobor          | Másolat (No.2) |          |
| „Hallom”                                           | 2017.09.17.          | Ungvár              | miniszobor          | [ 12 ] |          |
| Bartók Béla                                        | 2017.10.14.          | Nagyszőlős          | miniszobor          | Másolat (No.2) |          |
| Sissi                                              | 2017.11.01.          | Turjavágás          | szobor              | Schönborn Park |          |
| 1956                                               | 2017.11.04.          | Geszteréd           | emléktábla          | 1956-os forradalom |          |
| „Ég veled, Lenin!”                                 | 2017.11.11.          | Ungvár              | miniszobor          | |          |
| Grigorij Žatkovič                                  | 2017.12.02.          | Ungvár              | miniszobor          | Zsatkovics Gergely Kárpátalja (Podkarpatská Rus) csehszlovák fennhatóság alatti kormányzója |          |
| A hattyúk tava                                     | 2017.12.02.          | Ungvár              | miniszobor          | Egy kis bronz tévén Csajkovszkij A hattyúk tava című balettje látható. |          |
| Piszoár                                            | 2017.                | Budapest            | miniszobor          | Eltűnt. Helye a Vajdahunyadvára melletti sétány támfala volt. |          |
| Magvető                                            | 2017.                | Geszteréd           | emléktábla          | |          |
| Svejk, a derék katona                              | 2017.                | Kielce              |                     | Másolat (No.8) |          |
| Pali bácsi vizet önt                               | 2018.01.21.          | Királyfiszállás     | szobor              | Másolat (No.2) |          |
| Liszt Ferenc                                       | 2018.04.05.          | Budapest            | miniszobor          | Másolat (No.3), A Budapest Liszt Ferenc nemzetközi repülőtéren a buszmegállótól kissé jobbra, a 2A Terminál felé található. |          |
| Enejida                                            | 2018.04.17.          | Poltava             | miniszobor          | Ivan Petrovics Kotljarevszkij kozákokat gúnyoló verse |          |
| Laudon István                                      | 2018.05.04.          | Ungvár              | miniszobor          | Laudon István (1862–1924) botanikus |          |
| Knyahinyai meteorit                                | 2018.05.05.          | Ungvár              | miniszobor          | Knyahinyai meteorit |          |
| Mekk Elek                                          | 2018.06.01.          | Budapest            | miniszobor          | Mekk Elek, az ezermester |          |
| „Ars longa vita brevis” (Halott mókus)             | 2018.06.04.          | Budapest            | miniszobor          | A halott mókus egy pisztolyt tart a kezében, Columbo szobra mögött található. Valószínűleg Maurizio Cattelan Bidibidobidiboo alkatására utal, amelyben nem egyértelmű, hogy vajon öngyilkosság történt-e. |          |
| Túrázó                                             | 2018.04.16.          | Nagyberezna         | miniszobor          | Javornik menedékház |          |
| Eiffel-torony                                      | 2018.05.21.          | Nagyberezna         | miniszobor          | Másolat (No.2), Javornik menedékház |          |
| Svejk, a derék katona                              | 2018.05.26.          | Szinevéri-hágó      | miniszobor          | Másolat (No.9), Ökörmező és Szinevér között |          |
| „Manneken Pis” (Pisilő fiú)                        | 2018.05.26.          | Szinevéri-hágó      | miniszobor          | Másolat (No.2), Manneken Pis |          |
| Mikola Szjuhaj                                     | 2018.05.26.          | Szinevéri-hágó      | miniszobor          | Másolat (No.2) |          |
| Kelta kovácsmester                                 | 2018.05.26.          | Szinevéri-hágó      | miniszobor          | Másolat (No.3) |          |
| A druida                                           | 2018.05.26.          | Szinevéri-hágó      | miniszobor          | Másolat (No.2) |          |
| Kelta hordóval                                     | 2018.05.26.          | Szinevéri-hágó      | miniszobor          | Másolat (No.2) |          |
| Táncoló huculok                                    | 2018.05.26.          | Szinevéri-hágó      | miniszobor          | huculok |          |
| Pék bagettel                                       | 2018.05.26.          | Szinevéri-hágó      | miniszobor          | |          |
| Pék croissanttal                                   | 2018.05.26.          | Szinevéri-hágó      | miniszobor          | |          |
| Drevljáni Jankó                                    | 2018.06.10.          | Nagyberezna         | miniszobor          | Javornik menedékház, Drevljáni Jankó (Янко Деревляний), a menedékház híres tulajdonosa |          |
| Bonaparte Napoleon                                 | 2018.07.05.          | Ungvár              | miniszobor          | [ 27 ] |          |
| Erkel Ferenc                                       | 2018.09.01.          | Ungvár              | miniszobor          | |          |
| Sörföző kelta                                      | 2018.09.14.          | Munkács             | szobor              | |          |
| II. Rákóczi Ferenc                                 | 2018.10.20.          | Geszteréd           | miniszobor          | Másolat (No.2) |          |
| Herzl Tivadar                                      | 2018.10.25.          | Budapest            | miniszobor          | Herzl Tivadar miniatűr alakja szülőháza, a Dohány utcai zsinagóga közelében áll (egy oszlopon a Károly krt. 3/b előtt). Ő volt az a budapesti születésű író, politikus, aki megálmodta a zsidó államot. |          |
| Arany János                                        | 2018.10.25.          | Ungvár              | miniszobor          | |          |
| Fedák Sári                                         | 2018.10.26.          | Beregszász          | szobor              | |          |
| Kockásfülű nyúl                                    | 2018.11.16.          | Budapest            | miniszobor          | [ 24 ] |          |
| Kölcsey Ferenc                                     | 2019.01.30.          | Ungvár              | miniszobor          | |          |
| Rubik-kocka                                        | 2019.02.10.          | Budapest            | miniszobor          | Másolat (No.2) |          |
| Kossuth Lajos                                      | 2019.03.14.          | Geszteréd           | mellszobor          | |          |
| Finta Márton                                       | 2019.03.15.          | Geszteréd           | emléktábla          | |          |
| Szent Korona                                       | 2019.03.19.          | Ungvár              | miniszobor          | |          |
| Libidó (Lufikutya csonttal)                        | 2019.05.18.          | Budapest            | miniszobor          | Egy amerikai művész, Jeff Koons munkáját jeleníti meg kicsit másképp „18+”-os miniszobor. A Duna korzó Lánchíd felőli részén található. |          |
| Gajdos János                                       | 2019.05.25.          | Geszteréd           | emléktábla          | |          |
| Róth Miksa                                         | 2019.06.01.          | Budapest            | miniszobor          | Róth Miksa Emlékház és Gyűjtemény privát miniszobra az épületben látható. |          |
| Albert Einstein                                    | 2019.08.01.          | Princeton           | miniszobor          | |          |
| Magyar sárga (Simpson figura)                      | 2019.08.03.          | Budapest            | miniszobor          | Eltűnt. Lisa Simpsonra hasonlít, valószínűleg arra az epizódra utal, amelyben Lisa Jeanne d’Arcot játssza el. A miniszobor „kötözve” volt egy villanyoszlopra a 2-es villamos végállomásánál a Jászai Mari téren.                                                                                             |          |
| A 14 karátos autó                                  | 2019.08.28.          | Budapest            | miniszobor          | A nevezetes P. Howard-regény ihlette szobor az író, Rejtő Jenő egykori lakóháza közelében található, a Hevesi Sándor tér egyik ívelt burkolati elemén, mintha a száguldás közben bevett kanyarban bedőlne függőlegesen.                                                                                       |          |
| Búvár és a kulcs                                   | 2019.08.28.          | Budapest            | miniszobor          | A New York kávéház mellett üldögélő búvár |          |
| Noé bárkája                                        | 2019.08.28.          | Budapest            | miniszobor          | |          |
| Seres Rezső                                        | 2019.09.10.          | Budapest            | miniszobor          | A Szomorú vasárnap szerzőjének szobra. |          |
| Holdjáró                                           | 2019.09.27.          | Budapest            | miniszobor          | |          |
| Feszület                                           | 2019.10.20.          | Geszteréd           | dombormű            | |          |
| Usánka                                             | 2019.11.20.          | Budapest            | miniszobor          | Eltűnt. Fülöp Erik egy baltával leverte és a Dunába dobta. Helyére készült a „Kisbalta” (2020.01.03.) |          |
| I. világháború                                     | 2019.12.15.          | Csomád              | emlékmű             | |          |
| Holokauszt                                         | 2019.12.23.          | Geszteréd           | emlékmű             | |          |
| Kisbalta                                           | 2020.01.03.          | Budapest            | miniszobor          | Azon balta emlékére, amellyel Fülöp Erik a korábban a helyén álló „Usánka” Kolodko-szobrot leverte. A Szabadság téren, a szovjet emlékmű kerítésén található. |          |
| Szenes Hanna                                       | 2020.03.08.          | Budapest            | miniszobor          | |          |
| „Süsü, a sárkány” bőrében Bodrogi Gyula            | 2020.04.27.          | Budapest            | miniszobor          | Eltűnt. A Szabadság téren, a volt TV székház főbejáratától balra a lépcső aljánál volt az épület falán. |          |
| Gombóc Artúr                                       | 2020.05.30.          | Tihany              | miniszobor          | Gombóc Artúr az apátsági templomhoz vezető Pisky sétány mellvédjén csücsül. |          |
| Trianon-emlékkereszt                               | 2020.06.04.          | Geszteréd           | emlékmű             | |          |
| Dreher Antal                                       | 2020.07.07.          | Budapest            | miniszobor          | |          |
| Söröslovak                                         | 2020.07.07.          | Budapest            | miniszobor          | |          |
| Ernő, az őr                                        | 2020.07.13.          | Veszprém            | miniszobor          | Ernő, a veszprémi vár bejáratánál, a Hősök kapujában vigyázza a várost a török idők történéseire emlékeztetve. (Rendelésre készült) |          |
| Kés a matrózban                                    | 2020.07.25.          | Fiume               | miniszobor          | |          |
| Ödön, az utcazenész                                | 2020.08.06.          | Veszprém            | miniszobor          | Az utcazenész Veszprém kulturális életére és zenei múltjára utal az Utcazene Fesztivál központi helyszínén. (Kossuth utca 2., rendelésre készült) |          |
| LeoNóra (Kislány és az oroszlán)                   | 2020.09.03.          | Veszprém            | miniszobor          | A kislány az oroszlán hátán a jövőt szimbolizálja. Utal a Királynék városára, Szent Margit veszprémi gyerekkorára, a Veszprémi állatkertre. A Margit-romok közelében található. (Rendelésre készült) |          |
| Sókereskedő                                        | 2020.09.23.          | Visk                | miniszobor          | „Magyarország–Szlovákia–Románia–Ukrajna Határon Átnyúló Együttműködési Program 2014–2020” keretében az egykor Kárpátalja és Szabolcs-Szatmár-Bereg megyék területén át vezető történelmi Sóút kutatása és egyes elemeinek helyreállítása mellett az útvonal helységeiben ezzel a szobrocskával is emlékeznek. |          |
| Sókereskedő                                        | 2020.09.23.          | Huszt               | miniszobor          | Másolat (No.2) |          |
| Sókereskedő                                        | 2020.09.23.          | Királyháza          | miniszobor          | Másolat (No.3) |          |
| Sókereskedő                                        | 2020.09.23.          | Nagyszőlős          | miniszobor          | Másolat (No.4) |          |
| Sókereskedő                                        | 2020.09.23.          | Beregszász          | miniszobor          | Másolat (No.5) |          |
| II. Rákóczi Ferenc                                 | 2020.09.29.          | Landshut            | miniszobor          | Nem másolat, eltér a Munkácson és Gesztréden lévőktől. |          |
| Mr. Bean mackója                                   | 2020.11.12.          | Budapest            | miniszobor          | Mr. Bean |          |
| Alfred Nobel                                       | 2020.12.01.          | Stockholm           | miniszobor          | Alfred Nobel szobra közel a magyar nagykövetséghez. |          |
| Ein Hoch auf das Oktoberfest!                      | 2020.                | München             | miniszobor          | Eltűnt |          |
| Sókereskedő                                        | 2021.02.26.          | Tiszabecs           | miniszobor          | Másolat (No.6) |          |
| Sókereskedő                                        | 2021.02.26.          | Csenger             | miniszobor          | Másolat (No.7) |          |
| Sókereskedő                                        | 2021.02.26.          | Nyírbátor           | miniszobor          | Másolat (No.8), Várostörténeti sétány |          |
| Sókereskedő                                        | 2021.02.26.          | Nagykálló           | miniszobor          | Másolat (No.9) |          |
| Sókereskedő                                        | 2021.02.26.          | Vásárosnamény       | miniszobor          | Másolat (No.10) |          |
| gróf Kállay János Péter                            | 2021.03.27.          | Biri                | miniszobor          | „Gróf Könyvtára – szoborcsoport” tagja, Biri alapítóját ábrázolja. |          |
| Liberty (Ferenc Jóska)                             | 2021.05.07.          | Budapest            | miniszobor          | I. Ferenc József pihenő alakja a Szabadság híd korlátjára lakatolva |          |
| Mária Terézia eksztázisa                           | 2021.06.29.          | Vác                 | miniszobor          | Mária Terézia a legenda szerint, amikor 1764-ben családjával Vácra látogatott nem mert átmenni a tiszteletükre mindössze két hét alatt épített diadalív alatt. Hirtelen a szívéhez kapott és majdnem elájult…                                                                                                 |          |
| Anyám tyúkja                                       | 2021.07.02.          | Vác                 | miniszobor          | Anyám tyúkja című versét Petőfi Sándor szülei váci otthonában írt. A szobrocska a vasútállomás bejáratától jobbra egy kőtalapzaton látható. |          |
| Csúzlis                                            | 2021.07.07.          | Vác                 | miniszobor          | Sajdik Ferenc karikatúrája |          |
| Liszt Ferenc                                       | 2021.07.19.          | Szöul               | miniszobor          | Másolat (No.4) |          |
| Lecsó                                              | 2021.08.18.          | Budapest            | miniszobor          | |          |
| Geszterédi hármas csárdás                          | 2021.08.28.          | Geszteréd           | miniszobor          | |          |
| Ajtósi Adalbert                                    | 2021.09.30.          | Nürnberg            | miniszobor          | Ajtósi Adalbert aranyműves születésének 550. évfordulójára. A Museum Tucherschloss udvarán található. |          |
| Orosz hadihajó („Üzenet”)                          | 2022.03.13.          | Budapest            | miniszobor          | Az Orosz hadihajó, húzz a faszba! üzenetét közvetíti. A Moszkva sétányon található, a 13. kerületben |          |
| Skála Kopé                                         | 2022.04.01.          | Budapest            | miniszobor          | |          |
| Trabant                                            | 2022.04.03.          | Budapest            | miniszobor          | |          |
| „In vino veritas” (Borban az igazság)              | 2022.05.21.          | Póla                | miniszobor          | Egy római legionáriust ábrázol egy kis boroskancsóval a kezében az amfiteátrumban. |          |
| „In vino veritas” (Borban az igazság)              | 2022.05.21.          | Budapest            | miniszobor          | Másolat (No.2), Egy bortól megrészegült pannóniai légióst ábrázol, az aquincumi katonai amfiteátrum belső gyűrűjén, közel a Nagyszombat utca és a Szőlő utca sarkához. |          |
| „Egyszer volt Budán kutyavásár”                    | 2022.05.28.          | Budapest            | miniszobor          | A Batthyány utca – Hattyú utca által közrefogott névtelen kis tér virágágyásainak szegélyén elszórtan felállított 3 kutya, 3 kiskutya egy kosárban és 1 érem. |          |
| Szelfi Velencében                                  | 2022.07.01.          | Velence             | miniszobor          | Eltűnt 2024-ben. A Santa Maria della Pietà templom előtt, a kikötő partján található. |          |
| Aranka néni és Béla bácsi                          | 2022.08.25.          | Budapest            | miniszobor          | A pasaréti tér legendás virágárus házaspárjának emlékére |          |
| Bogrács                                            | 2022.08.26.          | Lendva              | miniszobor          | Lecsó másolat (No.2) |          |
| „Nincs kompót”                                     | 2022.09.11.          | Budapest            | miniszobor          | A tizedes meg a többiek c. film „Már a spejzban vannak az oroszok!” jelenetét örökíti meg emlékeztetve a 2022-es orosz invázióra Ukrajnában |          |
| Pumukli                                            | 2022.09.17.          | München             | miniszobor          | Pumukli |          |
| Szurikáta                                          | 2022.09.18.          | Budapest            | miniszobor          | Szurikáta Alapítvány a Diabéteszes Gyerekekért megrendelésére készült az inzulin felfedezésének 100. évfordulójára. |          |
| Csontváry Kosztka Tivadar                          | 2023.07.05           | Hortobágy           | miniszobor          | A festőművészt szórópisztollyal a kezében ábrázolja a Kilenclyukú hídon. A szobor Csontváry születésének 170. évfordulója alkalmából készült. |          |
| Jeanne d'Arc (Simpson figura)                      | 2024.06.22           | Budapest            | miniszobor          | A korábban a Jászai Mari téren található Lisa Simpson miniszobor mása. A művész ezúttal a a Fővám térhez közel eső, egyik Dunára néző padjára helyezte ki a szobrot. |          |
| Pumukli                                            | 2024.07.24           | Esztergom           | miniszobor          | Pusztaszeri Kornél, Pumukli magyar hangja esztergomi születésű. A szobor a Vízivárosban, a Szent Erzsébet Középiskola előtti rondellán található. |          |
|                                                    |                      |                     |                     | |          |
| Keletkezési/elhelyezési időpont nélküli alkotások: |                      |                     |                     | |          |
| Bukephalosz                                        |                      |                     | miniszobor          | |          |
| Balerina                                           |                      |                     | miniszobor          | |          |
| Duci Cicciolina                                    |                      |                     | miniszobor          | |          |
| Kis szárnyas medve                                 |                      |                     | miniszobor          | |          |
| I. Ferenc József                                   |                      | Turjavágás          | mellszobor          | Schönborn Park |          |

## Galéria
|  |  |  |  |  |  |  |  |